# Lago de Talvacchia
El lago de Talvacchia (del italiano: lago di Talvacchia) es un lago artificial o embalse de la parte central de Italia formado por la presa construida en el curso del torrente Castellano. La presa fue construida en 1960 y tiene 78 metros de altura, siendo por tamaño una de las mayores en la región de Las Marcas. La frontera que divide las regiones de Marcas y  Abruzos cruza por la mitad del lago. Sus aguas alimentan la central hidroeléctrica de Capodiponte, en Taverna di Mezzo, además de las de la cuenca del Tronto provenientes de la cuenca hidroeléctrica del Colombara/Tallacano.
Durante la primavera el embalse está lleno de agua, aunque en el otoño está casi completamente vacío y se pueden ver las antiguas casas y puentes normalmente sumergidos.
El lago tiene abundancia de peces, principalmente ciprinidos de talla, por lo que es una atracción para aquellos que practican la pesca.